# Het vergulde Lam
Boerderij-herberg Het vergulde Lam, ook wel Het Lam, is een rijksmonument in Bunschoten-Spakenburg. 
Het pand aan de Dorpsstraat 58-60 dateert blijkens een muuranker uit 1625 en is daarmee een van de oudste gebouwen in Bunschoten. Tussen 1823 en 1870 werd het pand gebruikt als raadhuis. Bij een restauratie in de tweede helft van de twintigste eeuw werden het het interieur en exterieur van de stadsherberg opgeknapt en de werd de deel herbouwd.

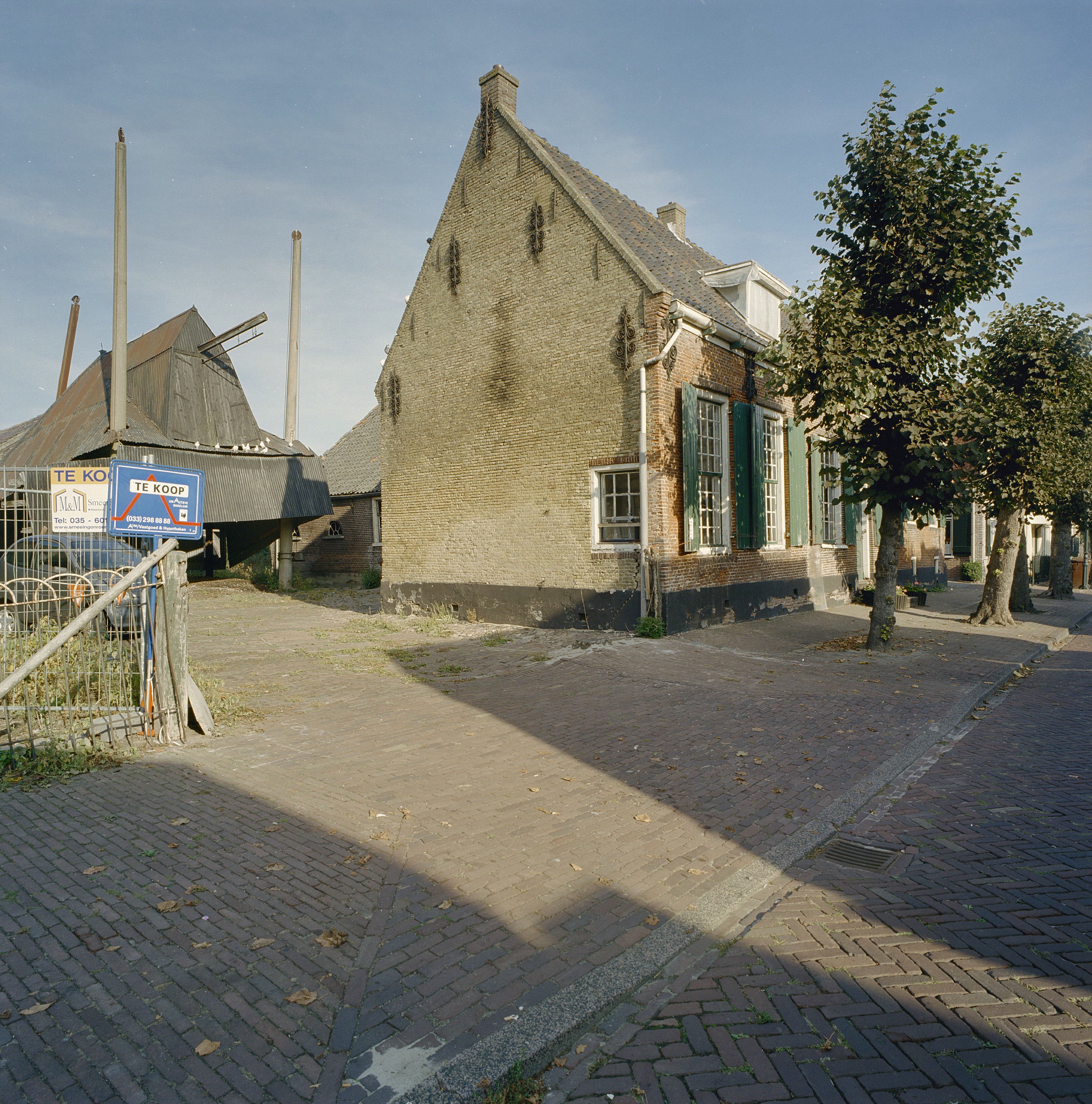
Linkerzijde en voorzijde voor de renovatie

De voorgevel bestaat uit een centraal geplaatste deur met aan weerszijden drie schuiframen met roedenverdeling en luiken. De boerderij met een L-vormige plattegrond heeft een opkamer en een topgevel. In de zuidelijke zijmuur van gele steen bevinden zich vijf sierankers en een venster.

## Trivia
Sinds 2017 is er in Bunschoten een speciaalbierbrouwerij met de naam 'Het Vergulde Lam'; een verwijzing naar deze oude herberg.